# De overgave van Breda

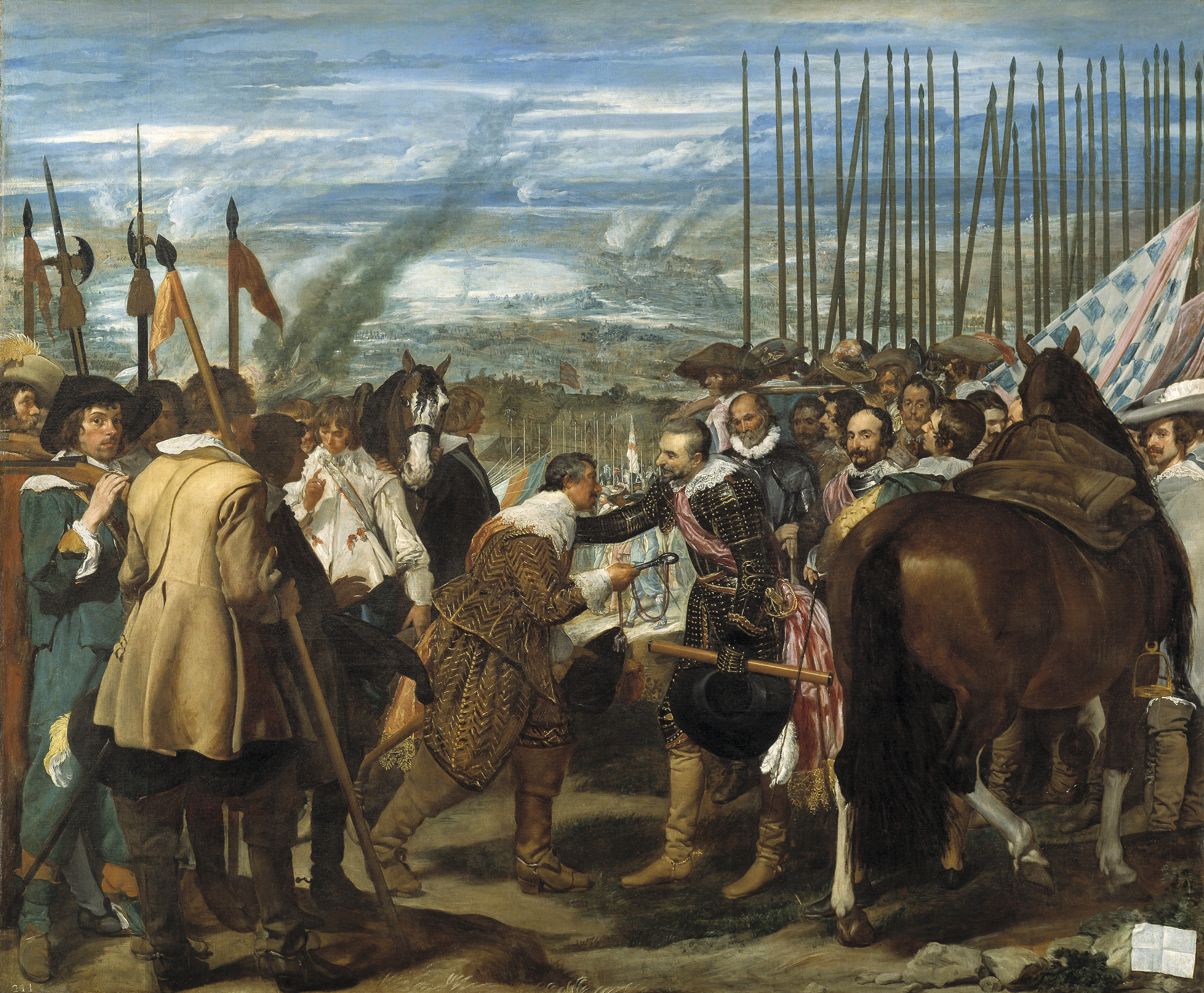
De overgave van Breda. (Diego Velázquez, 1634)

De overgave van Breda ofwel La rendición de Breda is een schilderij vervaardigd door de schilder Diego Velázquez in 1634/35.
De hoffelijkheid die op het schilderij wordt uitgebeeld, is een van de opvallendste kenmerken van het schilderij. Het doek, 367 x 307 cm, gemaakt in opdracht van Filips IV van Spanje maakte deel uit van een serie bestemd voor het koninklijk Buen Retiro-paleis in Madrid. Het schilderij hangt tegenwoordig in het Prado.
Het werk van Velázquez is het meest Spaanse van alle Spaanse schilderijen genoemd door de historicus Jan Morris, auteur van diverse reisboeken over Spanje. Een derde van het schilderij wordt ingenomen door de afschrikwekkende lansen. Daarom wordt het werk in het Spaans ook aangeduid als Las Lanzas. Rechts van het paard heeft de schilder zichzelf afgebeeld.
Het Beleg van Breda (1624-1625), dat bijna tien maanden duurde, was een van de Spaanse successen tijdens de Opstand.
Van heinde en ver kwamen hoge militairen om deze onderneming te zien. De bevelhebber van de stad Breda is vergezeld door familieleden (Jan VIII van Nassau-Siegen en Ernst Casimir van Nassau-Dietz?) en met jonge, onervaren, adellijke studenten krijgskunst, zoals Peter Ernst II van Mansfeld, die met ongeveer 20.000 man uit Engeland was overgekomen, en van Christiaan van Brunswijk-Wolfenbüttel, bisschop van Halberstadt, bijgenaamd ‘der tolle Halberstädter’ die de tactiek van Spinola bestudeerden.
Velázquez en De Spinola reisden in 1629 samen naar Italië. Het schilderij is een eerbetoon aan zijn beschermheer, die in het daaropvolgende jaar stierf.
Op het schilderij is aan de linker kant Justinus van Nassau afgebeeld die van zijn paard afgestegen is om de Genuees Ambrogio Spinola die voordat hij de sleutels aanneemt, vriendschappelijk zijn hand op de schouder van Justinus legt. Spinola roemde de dapperheid en gaf het bevel om het Bredase garnizoen te laten vertrekken zonder tekenen van vreugde of vijandigheid.
Het was de Spaanse troepen verboden de stad te plunderen. De huursoldaten op het schilderij lijken onderling hun verwondering daarover uit te spreken.
- Bibliothèque nationale de France: cb15673670w (data)
- Gemeinsame Normdatei: 4491728-4
- Library of Congress Control Number: no2008162210
- RKDimages: 223310
- Système universitaire de documentation: 145821307
- Virtual International Authority File: 306062542